# 史生才
史生才（1964年—），男，汉族，江苏南京人，中国天文仪器和技术专家，现任中国科学院紫金山天文台研究员、博士生导师，曾任中国天文学会理事。